# Hyloxalus insulatus
Espèce
Synonymes
- Colostethus insulatus Duellman, 2004

Statut de conservation UICN

 VU  : Vulnérable
Hyloxalus insulatus est une espèce d'amphibiens de la famille des Dendrobatidae.

## Répartition
Cette espèce est endémique du Pérou. Elle se rencontre dans les provinces de Chachapoyas et de Bongará dans la région d'Amazonas et dans la province de Celendín dans la région de Cajamarca de 1 260 à 2 600 m d'altitude dans la vallée du Río Marañón.

## Description
Les mâles mesurent jusqu'à 22,2 mm et les femelles jusqu'à 26,0 mm.

## Publication originale
- Duellman, 2004 : Frogs of the genus Colostethus (Anura, Dendrobatidae) in the Andes of northern Peru. Scientific Papers of the Natural History Museum, University of Kansas, no 35, p. 1-49 (texte intégral).